# 鹿児島県道339号東郷西方港線
鹿児島県道339号東郷西方港線（かごしまけんどう339ごう とうごうにしかたこうせん）は、鹿児島県薩摩川内市を通る一般県道である。

## 概要
薩摩川内市田海町から同市西方町を結ぶ。

### 路線データ
- 起点：薩摩川内市田海町（田海町交差点、国道267号交点）
- 終点：薩摩川内市西方町（国道3号交点）

## 地理

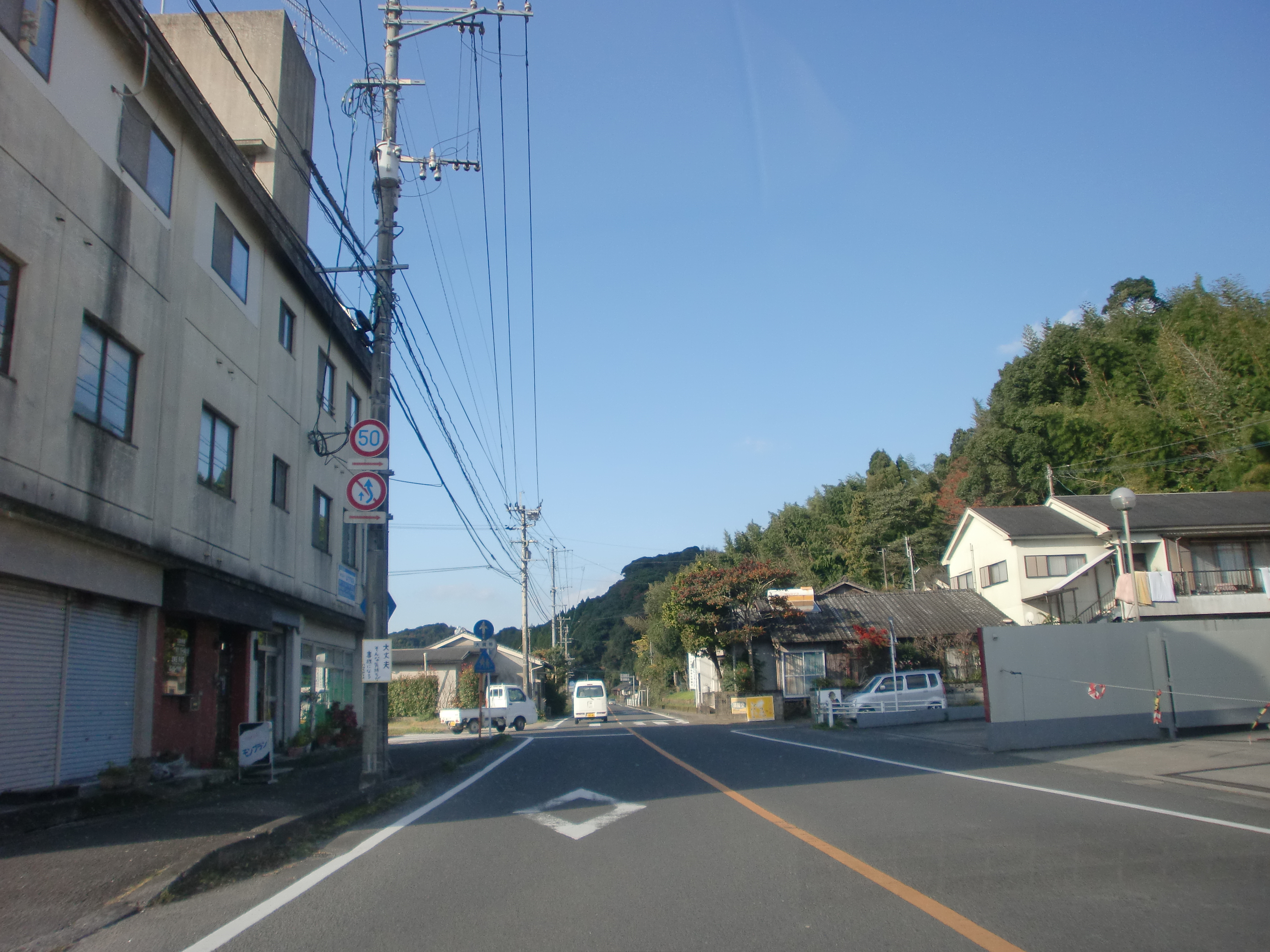
田海町交差点から終点方面を望む

### 通過する自治体
- 薩摩川内市

### 交差する道路
| 交差する道路                  | 交差する場所 | 交差する場所        |
| ----------------------------- | ------------ | ------------------- |
| 国道267号                     | 田海町       | 田海町交差点 / 起点 |
| 川薩広域農道                  | 田海町       |                     |
| 鹿児島県道345号下東郷阿久根線 | 城上町       |                     |
| 鹿児島県道340号湯之元佐目野線 | 城上町       |                     |
| 鹿児島県道341号吉川川内線     | 陽成町       |                     |
| 国道3号                       | 西方町       | 終点                |

### 交差する鉄道
- 九州新幹線
- 鹿児島本線

### 沿線
- 薩摩川内市立八幡小学校
- 薩摩川内市立吉川小学校
- 川内高城温泉
- 西方海水浴場